# Aruküla (Hiiumaa)
Aruküla (Duits: Arroküll) is een plaats in de Estlandse gemeente Hiiumaa, provincie Hiiumaa. De plaats heeft de status van dorp (Estisch: küla).
De plaats behoorde tot in oktober 2017 tot de gemeente Pühalepa. In die maand ging Pühalepa op in de fusiegemeente Hiiumaa.

## Bevolking
Het dorp had 19 inwoners op 31 december 2011 en 22 inwoners op 31 december 2021.

## Ligging
Ten westen van Aruküla ligt het natuurpark Sarve maastikukaitseala (39,4 ha).

## Geschiedenis
Aruküla werd voor het eerst genoemd in 1688 onder drie namen: Arråküllaby, Arrokülla en Arroby. In 1798 stond het dorp bekend als Arro. Het viel oorspronkelijk onder het landgoed Großenhof (Suuremõisa). In 1782 ging het met Soonlep (Soonlepa) mee, toen dat van Großenhof werd afgesplitst.
De havenplaats Heltermaa maakte tot 1977 deel uit van Aruküla. In de periode 1977-1997 was het omgekeerd en maakte Aruküla deel uit van Heltermaa.